# Riachuelo
Riachuelo és un barri de la Zona Nord del municipi de Rio de Janeiro.

## Història
Va sorgir en les terres de l'antiga hisenda d'Engenho Novo, desmembrada en granges i després ocupades per parcel·les.
L'Estació Ferroviària, de 1869, s'anomenava Riachuelo do Rio i avui és coneguda només com a Estació Riachuelo.
A l'inici del segle xx, en el Clube Riachuelense, es representaven bons espectacles teatrals, realitzats per Eduardo Magalhães.
En el Carrer Marechal Bittencourt, es localitza el Riachuelo Tennis Clube, campió carioca de bàsquet masculí ela anys 1937, 1940 i 1941.

## Dades del barri

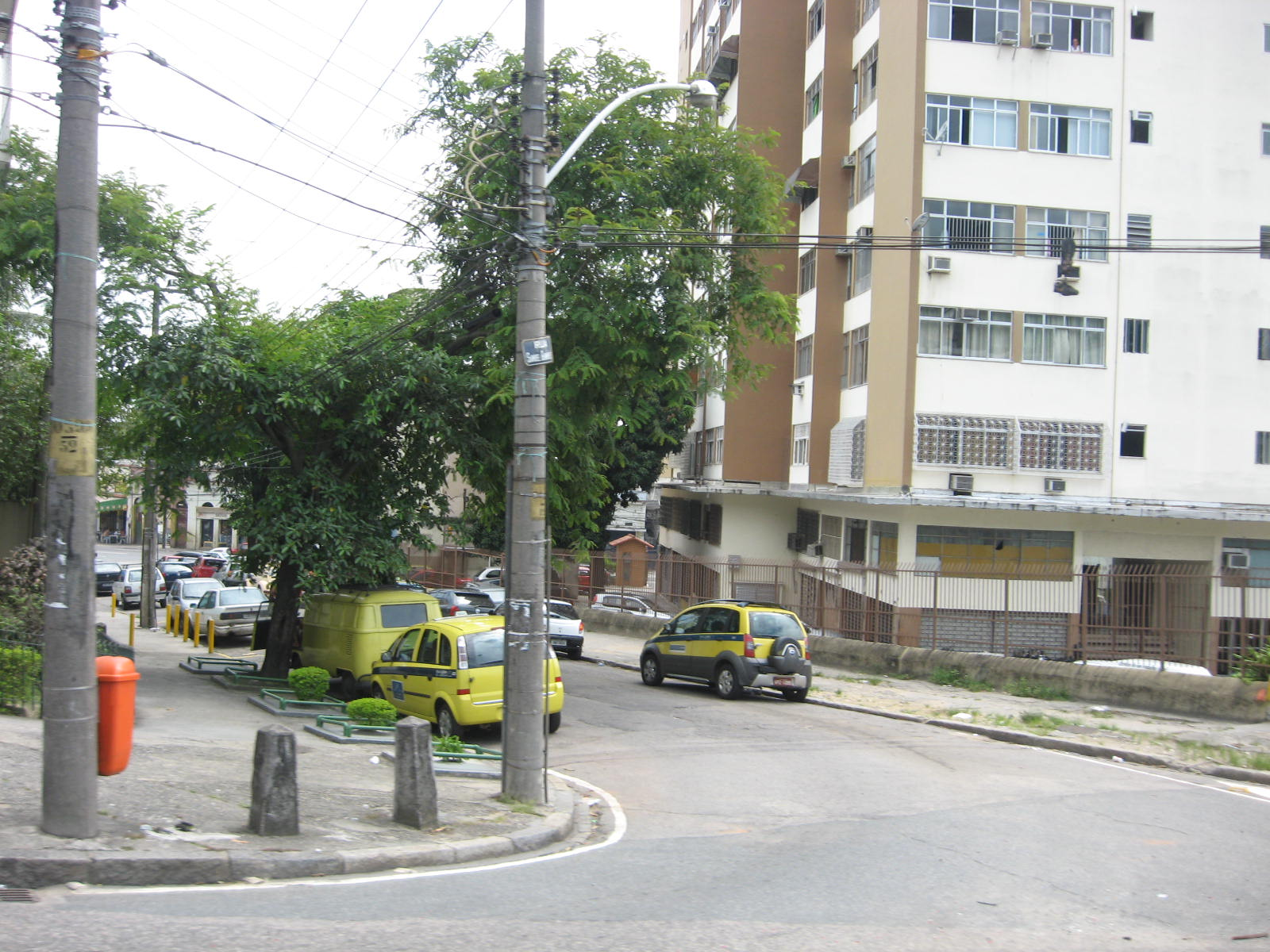
Vista del barri Riachuelo

El barri de Riachuelo forma part de la regió administrativa de Méier. Els barris integrants d'aquesta regió administrativa són: Abolição, Água Santa, Cachambi, Encantado, Engenho de Dentro, Engenho Novo, Jacaré, Lins de Vasconcelos, Méier, Piedade, Pilares, Riachuelo, Rocha, Sampaio, São Francisco Xavier i Todos os Santos.
La denominació, delimitació i codificació del barri va ser establerta pel Decret Nº 3158, de 23 de juliol de 1981 amb alteracions del Decret Nº 5280, de 23 d'agost de 1985.
Forma part de l'anomenat Gran Méier. Les seves principals vies (Carrers Ana Néri, 24 de Maio i Avinguda Marechal Rondon) formen un important eix viari de connexió entre el suburbi i el Centre de la Ciutat. Tallat pel Ferrocarril Central do Brasil limita amb els barris del Jacaré, Sampaio, Rocha, i Vila Isabel. És separat d'aquest últim per la Serra do Engenho Novo, on està localitzat el Túnel Noel Rosa.
El seu IDH, l'any 2000, era de 0,905, el 23 millor del municipi de Rio.
En el barri es localitza el gegantesc edifici del SENAI, el major centre professionalitzant d'Amèrica Llatina, oferint diversos cursos al sector de la indústria, a més de botigues de diversos segments, però amb gran intensitat en el sector de l'automòbil. Un bon exemple d'aquests serveis és la Total Force que presta serveis de mecànica en la zona.